# Vincent Clerc
Vincent Clerc (* 7. května 1981 Échirolles) je bývalý francouzský ragbista, který hrál jako křídlo. Za Francii odehrál 67 zápasů (2002-2013) a připsal si 34 pětek. Na MS 2011 položil společně s Angličanem Chrisem Ashtonem nejvíce pětek (6) a stal se vícemistrem světa. V roce 2004, 2007 a 2010 vyhrál Six Nations.
Jako hráč Toulouse vyhrál třikrát (2008, 2011, 2012) francouzskou ligu a třikrát (2003, 2005, 2010) Evropský pohár mistrů. V roce 2002 pomohl Grenoblu vyhrát druhou nejvyšší francouzskou ligu. V květnu 2018 se stal hráčem, co ve francouzské lize položil nejvíce pětek (101) v historii. V Evropském poháru mistrů si připsal dohromady 36 pětek, pouze Chris Ashton dokázal v této soutěži vícekrát položit do soupeřova brankoviště.

## Kariéra

### Klubová kariéra
- 1998–2002 Grenoble
- 2002–2016 Toulouse
- 2016–2018 Toulon